# Сървейър 1
Сървейър 1 е първият космически апарат от американската програма Сървейър, който изследва Луната. Програмата се ръководи от НАСА, като е използван дизайна, разработен от Хюз. Сървейър 1 е изстрелян на 30 май 1966 г. и се приземява на 2 юни същата година. Успешното меко приземяване е направено в Океана на бурите.
Общо 11 237 изображения са изпратени до Земята.